# شورای مرکزی فلسطین
شورای مرکزی فلسطین یا پی‌سی‌سی (به انگلیسی: Palestinian Central Council) که با نام شورای مرکزی ساف نیز شناخته می‌شود، یکی از نهادهای سازمان آزادیبخش فلسطین است. زمانی تصمیمات سیاسی اتخاذ می‌کند که شورای ملی فلسطین (پی‌ان‌سی) در جلسه نباشد. پی‌سی‌سی به عنوان رابط بین پی‌ان‌سی و کمیته اجرایی ساف عمل می‌کند. پی‌سی‌سی پس از نامزدی توسط پی‌ال‌او توسط پی‌ان‌سی انتخاب می‌شود و ریاست آن برعهدهٔ رئیس پی‌ان‌ان می‌شود.

## اعضا
تعداد اعضا از ۴۲ (۱۹۷۶)، ۵۵ (۱۹۷۷)، ۷۲ (۱۹۸۴)، ۱۰۷ (اوایل دهه ۹۰)، ۹۵ (اواسط دهه ۹۰) به ۱۲۴ (۱۹۹۶) افزایش یافت. تا آوریل ۱۹۹۶، پی‌سی‌سی متشکل از ۱۲۴ عضو از کمیته اجرایی ساف، پی‌ان‌سی، پی‌ال‌سی و سایر سازمان‌های فلسطینی بود.

## تاریخ
در ۵ ژانویه ۲۰۱۳، اعلام شد که ساف وظایف دولت و پارلمان و تشکیلات خودگردان فلسطین را به شورای مرکزی تفویض کرده‌است.